# Борщик, Иван Владимирович
Иван Владимирович Борщик (1919—1944) — старший лейтенант Рабоче-крестьянской Красной Армии, участник Великой Отечественной войны, Герой Советского Союза (1945).

## Биография
Иван Борщик родился 26 апреля 1919 года в селе Годуновка (ныне — Яготинский район Киевской области Украины) в крестьянской семье. В возрасте 10 лет остался без отца. В 1939 году окончил девять классов школы, после чего некоторое время работал в колхозе. В том же году был призван на службу в Рабоче-крестьянскую Красную Армию. С начала Великой Отечественной войны — на её фронтах. Участвовал в обороне Одессы. В 1942 году окончил артиллерийское училище в Тбилиси и курсы командиров батарей. Участвовал в боях за Кубань и битве за Кавказ. Неоднократно получал ранения, не поля боя не покидал. К августу 1944 года старший лейтенант Иван Борщик командовал батареей 239-го артиллерийского полка 77-й стрелковой дивизии 51-й армии 1-го Прибалтийского фронта. Участвовал в сражениях на территории Латвийской ССР.
Во время боёв за город Солечай батарея Борщика уничтожала скопления живой силы противника, что способствовало успешному овладению городом пехотными подразделениями. Также благодаря действиям батареи немецкие войска не смогли уничтожить мост через реку Мужа. В районе населённого пункта Багачи Митавского уезда 6 августа 1944 года батарея отбила 8 вражеских контратак, подбив 3 и повредив 2 немецких танка. 21 августа 1944 года в бою с превосходящими силами противника вышли из строя почти все расчёты батареи. Борщик лично стал вести огонь по наступающим танкам, подбив 2 из них. Когда тяжёлый танк стал приближаться к орудию Борщика, тот, схватив в обе руки по противотанковой гранате, пошёл навстречу ему. Получил ранение осколком снаряда, но продолжил идти на танк. Борщик кинул гранату под гусеницы танка, подорвав его, но и сам погибнув при этом. Похоронен в братской могиле у хутора Гравели Добельского района Латвии.
Указом Президиума Верховного Совета СССР от 24 марта 1945 года старший лейтенант Иван Борщик посмертно был удостоен высокого звания Героя Советского Союза. Также был награждён орденами Ленина, Отечественной войны 1-й степени и Красной Звезды..

## В воспоминаниях современников
В ходе боя на участке обороны 77-й стрелковой дивизии генерал-майора А. П. Родионова подлинный героизм проявили воины батареи 239-го артиллерийского полка, которой командовал старший лейтенант Иван Владимирович Борщик. Его подчинённые отразили пять танковых атак. Но один за другим погибли все наводчики. Тогда командир сам встал к орудию и последними снарядами подбил ещё два танка. Оставшиеся в живых израненные батарейцы винтовками и автоматами отбили все атаки пехоты. Но вот, расчищая дорогу пехоте, снова двинулись танки. Иван Борщик с противотанковыми гранатами в руках двинулся наперерез «тигру». Осколок впился офицеру в руку. Он быстро терял силы. Взяв обе гранаты одной рукой, командир батареи бросился под танк и спас своих товарищей от гибели.

И. В. Борщику… посмертно было присвоено звание Героя Советского Союза.
— Герой Советского Союза Маршал Советского Союза Баграмян И.Х.  Так  шли мы к победе. -  М: Воениздат, 1977.- С.414,415.

## Память
В селе Годуновка установлен бюст Борщика, на доме, где жил Герой — мемориальная доска, в его честь названы улица и школа. Бюст Борщика установлен на аллее Героев в городе Яготин Киевской области
- Был навечно зачислен в списки воинской части[2][1]
- приз имени Героя Советского Союза ст. лейтенанта И. В. Борщика (Свердловское высшее военно-политическое танко-артиллерийское училище), которым награждали расчёт артиллерийского орудия, в ходе военных учений показавший наилучшие результаты при стрельбе с использованием открытых прицельных приспособлений[2]